# Sender Wassersleben
Der Sender Wassersleben ist eine Sendeanlage (kurz Sender) für Hörfunk. Der Sender ist im Eigentum der Deutschen Funkturm GmbH, einem Tochterunternehmen der Deutschen Telekom AG. Sie befindet sich nordwestlich der Ortschaft Wassersleben in unmittelbarer Nähe zum Grenzübergang Krusau. Ursprünglich diente dieser Sender lediglich der Versorgung der Ortschaft Wassersleben, die durch die Flensburger Förde nicht von den nahen Großsenderstandorten in Flensburg erreicht werden kann, in neuerer Zeit wird der Sender aber von Radiosendern verwendet, um Flensburg selbst zu versorgen.

## Frequenzen und Programme
Mobilfunk
Als Sendemast der Deutschen Funkturm, sind an diesem Mast Mobilfunkantennen der Deutschen Telekom angebracht. 
Sie senden auf Basis von NB-IoT, GSM, LTE und 5G.
Hierüber wird die Versorgung des Grenzüberganges Krusau, des Harrisleer Ortsteils Kupfermühle und der Zollstraße sowie dem Harrisleer Ortsteil Niehuus durchgeführt, inkl. der dazwischen liegenden Fläche. Andere Mieter für Mobilfunk sind hier nicht vorhanden, da sowohl die Vodafone (am Grenzparkplatz) als auch Telefonica (auf dem Hotel des Nordens) eigene Maststandorte haben.

### Analoger Hörfunk (UKW)
Zurzeit gibt es auf dem Turm folgende analoge Hörfunksender:
| Frequenz (MHz) | Programm               | RDS PS   | RDS PI | Regionalisierung | ERP (kW) | Antennendiagramm rund (ND)/gerichtet (D) | Polarisation horizontal (H)/vertikal (V) |
| -------------- | ---------------------- | -------- | ------ | ---------------- | -------- | ---------------------------------------- | ---------------------------------------- |
| 92,1           | Deutschlandfunk Kultur | Dlf_Kult | D220   | –                | 0,16     | D (110–160°)                             | H                                        |
| 106,5          | Klassik Radio          | KLASSIK_ | D75B   | –                | 0,1      | D (120–280°)                             | H                                        |

### Analoges Fernsehen (PAL)
Vor der Umstellung auf DVB-T diente der Sendestandort weiterhin für analoges Fernsehen:
| Kanal | Frequenz (MHz) | Programm                         | ERP (kW) | Sendediagramm rund (ND)/ gerichtet (D) | Polarisation horizontal (H)/ vertikal (V) |
| ----- | -------------- | -------------------------------- | -------- | -------------------------------------- | ----------------------------------------- |
| 21    | 471,25         | ZDF                              | 0,025    | D                                      | H                                         |
| 42    | 639,25         | NDR Fernsehen Schleswig-Holstein | 0,05     | D                                      | H                                         |
| 59    | 775,25         | Das Erste (NDR)                  | 0,2      | D                                      | H                                         |